# Jean-Yves Dubuisson
Jean-Yves Dubuisson est un botaniste français né en 1968 et actuellement[Quand ?] Professeur des universités à l'université Pierre-et-Marie-Curie à Paris.
Il est spécialiste de phylogénie, de systématique botanique, de botanique tropicale et d'écologie évolutive. Il a surtout étudié la phylogénétique des Hymenophyllacées et leur évolution.
Il travaille actuellement a l’Institut de Systématique, Évolution, Biodiversité du Muséum national d'histoire naturelle en collaboration avec l'université Pierre-et-Marie-Curie. Il est responsable de plusieurs enseignements dont Écosystème et groupements végétaux, Histoire des lignées chlorophylliennes.

## Quelques publications
Jean-Yves Dubuisson est le coauteur de nombreux articles dont :
- avec Sabine Hennequin, Sophie Bary, Atsushi Ebihara, Élodie Boucheron-Dubuisson - Anatomical diversity and regressive evolution in trichomanoid filmy ferns (Hymenophyllaceae): A phylogenetic approach - Comptes Rendus Biologies, Volume 334, no 12 - Paris : Académie des Sciences, décembre 2011 - p. 880-895
- avec Timothée Le Péchon, Thomas Haevermans, Corinne Cruaud, Arnaud Couloux, Luc D B Gigord - Multiple colonizations from Madagascar and converged acquisition of dioecy in the Mascarene Dombeyoideae (Malvaceae) as inferred from chloroplast and nuclear DNA sequence analyses - Université Pierre et Marie Curie, UMR CNRS-MNHN-UPMC :Centre de Recherche sur la Paléobiodiversité et les Paléoenvironnements, Paris, France - Annals of Botany - Volume 106 no 2 - Exeter :Oxford journal press, juin 2010 - p. 343-357
- avec Sabine Hennequin, Atsushi Ebihara et Harald Schneider - Chromosome number evolution in Hymenophyllum (Hymenophyllaceae), with special reference to the subgenus Hymenophyllum - Molecular Phylogenetics and Evolution - Volume 51 no 1 - Londres : Department of Botany, The Natural History Museum, avril 2010 - p. 47-59.
- avec Sabine Hennequin et Harald Schneider - Epiphytism in ferns: diversity and evolution - Comptes Rendus Biologies, Volume 332 - Paris : Académie des Sciences, 2009 - p. 120-128
- avec Atsushi Ebihara, Joël H. Nitta et David Lorence - New records of Polyphlebium borbonicum, an African filmy fern, in the New World and Polynesia - American Fern Journal - Volume 99 - Saint Louis du Missouri, 2009 - p. 200-206.
- avec Timothée Le Péchon, Nathanaël Cao et Luc D B Gigord - Systematics of Dombeyoideae (Malvaceae) in the Mascarene archipelago (Indian Ocean) inferred from morphology - Taxon - Volume 58 no 2 - Vienne, mai 2009 - p. 519-531
- avec Sabine Hennequin, Eric Schuettpelz, Kathleen M. Pryer et Atsushi Ebihara -  Divergence times and the evolution of epiphytism in filmy ferns (Hymenophyllaceae) revisited. - International Journal of Plant Sciences, novembre/décembre 2008, Volume 169, No 9, p. 1278-1287
- avec Sabine Hennequin, Atsushi Ebihara, Motomi Ito et Kunio Iwatsuki - A global molecular phylogeny of the fern genus Trichomanes (Hymenophyllaceae) with special reference to stem anatomy - Botanical Journal of the Linnean Society - Volume 155, 2007, p. 1-27.
- avec Kunio Iwatsuki, Motomi Ito et Atsushi Ebihara - Systematics of Trichomanes (Hymenophyllaceae: Pteridophyta), progress and future interests - Fern Gazette, Vol. 18, 2007, p. 53-58 Résumé disponible en téléchargement
- avec Atsushi Ebihara, Kunio Iwatsuki, Sabine Hennequin et Motomi Ito - A taxonomic revision of Hymenophyllaceae - Blumea, No 51, 2006, p. 221-280 Document téléchageable
- avec Sabine Hennequin, Motomi Ito, Kunio Iwatsuki et Atsushi Ebihara - New insights into the phylogeny of the genus Hymenophyllum (Hymenophyllaceae): Revealing the polyphyly of Mecodium - Systematic Botany, Volume 31 no 2, 2006, p. 271-284
- Les Ptéridophytes - Encyclopédie Clartés. Mars 2005, fasc. 4045, 8 pages.
- avec Germinal Rouhan, France Rakotondrainibe, Timothy J Motley, John T Mickel, Jean-Noël Labat, Robbin C Moran - Molecular phylogeny of the fern genus Elaphoglossum (Elaphoglossaceae) based on chloroplast non-coding DNA sequences: contributions of species from the Indian Ocean area - Molecular Phylogenetics and Evolution - Volume 33 no 3 - Paris : Muséum National d'Histoire Naturelle, Département Systématique et Evolution, Herbier National Plantes Vasculaires, janvier 2005 - p. 745-763
- avec Sabine Hennequin, Motomi Ito, Kunio Iwatsuki et Atsushi Ebihara - Phylogenetic systematics and evolution of the genus Hymenophyllum (Hymenophyllaceae: Pteridophyta) - Proceedings of the Ferns for the 21st Century Conference, Edinburgh 2004 - Fern Gazette No 17, 2006, p. 247-257
- avec Sabine Hennequin, Kunio Iwatsuki, Peter D. Bostock, Sadamu Matsumoto, Razali Jaman, Atsushi Ebihara et Motomi Ito - Polyphyletic origin of Microtrichomanes (Prantl) Copel. (Hymenophyllaceae), with a revision of the species - Taxon, Vol.53, No 4, 2004, p. 935-948 Résumé sur Jstor
- avec Malécot V. - L'utilisation des herbiers en phylogénie moléculaire In : Les Herbiers: un outil d'avenir - tradition et modernité (Actes du colloque de Lyon 20-22 novembre 2002). Pierrel R. & Reduron J.-P. (eds), 2004 - p. 53-65.
- avec Sabine Hennequin, Douzery E. J. P, Cranfill R. B., Smith A. R. et Kathleen M. Pryer - rbcL phylogeny of the fern genus Trichomanes (Hymenophyllaceae), with special reference to neotropical taxa - International Journal of Plant Sciences - Volume 164, 2003 - p. 753-761.
- avec Sabine Hennequin, Rakotondrainibe F. et Harald Schneider (2003). Ecological diversity and adaptive tendencies in the tropical fern Trichomanes L. (Hymenophyllaceae) with special reference to epiphytic and climbing habits - Botanical Journal of the Linnean Society - Volume 142, 2003 - p. 41-63.
- avec Sabine Hennequin, Motomi Ito, Kunio Iwatsuki et Atsushi Ebihara - Molecular systematics of the fern genus Hymenophyllum s.l. (Hymenophyllaceae) based on chloroplastic coding and noncoding regions - Molecular Phylogenetics and Evolution - Volume 27, 2003, p. 283-301
- avec Racheboeuf P. et Janvier P. - Du Silurien au Dévonien : les sorties des eaux - Site web « Evolution », Dossier Sagascience, CNRS, 2003 En ligne
- avec María B Raymúndez, Nereida Xena de Enrech et Joël Mathez -  Coding of insertion- deletion events of the chloroplastic intergene atpB-rbcL for the phylogeny of the Valerianeae tribe (Valerianaceae) - Comptes Rendus : Biologies - Volume 325, 2002 - p. 131-139 - DOI 10.1016/S1631-0691(02)01416-6.
- avec Kathleen M. Pryer, Alan R. Smith et Jeffrey S. Hunt - rbcL data reveal two monophyletic groups of filmy ferns (Filicopsida: Hymenophyllaceae) - American Journal of Botany - Volume 8, 2001 - p. 1118-1130.
- avec Jalal El Oualidi, Olivier Verneau et Suzette Puech - Utility of rDNA ITS sequences in the systematics of Teucrium section Polium (Lamiaceae) Plant Systematics and Evolution - Volume 215, 1999 - p. 49-70.
- avec Hébant-Mauri R. & Galtier J. (1998). Morphology and molecules: conflicts and congruence within the fern genus Trichomanes (Hymenophyllaceae) - Molecular Phylogenetics and Evolution - Volume 9, 1998 - p. 390-397.
- rbcL sequences: a promising tool for molecular systematics of the fern genus Trichomanes (Hymenophyllaceae)? - Molecular Phylogenetics and Evolution - Volume 8, 1997 - p. 128-138.
- Systematic relationships within the genus Trichomanes sensu lato (Hymenophyllaceae, Filicopsida): Cladistic analysis based on anatomical and morphological data - Botanical Journal of the Linnean Society - Volume 123, 1997 - p. 265-296.
- (1997). Systematics of the fern genus Trichomanes (Hymenophyllaceae): an empirical combined approach based on morphology and molecules - American Journal of Botany - Volume 84 no 6 (suppl.), 1997 * p. 163.
- Evolutionary relationships within the genus Trichomanes sensu lato (Hymenophyllaceae) based on anatomical and morphological characters and a comparison with rbcL nucleotide sequences: preliminary results In : Pteridology in perspectives. Camus, J. M., Gibby, M. & R. J. Johns (eds.), 1996 - p. 285-287. Royal Botanic Gardens, Kew.